# Ополье (Ленинградская область)
Опо́лье — деревня в Кингисеппском муниципальном районе Ленинградской области, административный центр Опольевского сельского поселения.

## История
Впервые упоминается в Писцовой книге Водской пятины 1500 года как погост Ополье в Опольском Воздвиженском погосте в Чюди Ямского уезда.
Ополье (лат. Opolinska) обозначено на карте Ливонии атласа Блау 1654 года.
На карте Ингерманландии А. И. Бергенгейма, составленной по шведским материалам 1676 года, оно упоминается как село Opollie.
На шведской «Генеральной карте провинции Ингерманландии» 1704 года — как мыза Opolie.
Как село Руская церковь обозначено на «Географическом чертеже Ижорской земли» Адриана Шонбека 1705 года.
На карте Санкт-Петербургской губернии Я. Ф. Шмидта 1770 года упоминается как деревня Аполье.
В старинном селе Ополье, стоящем на ямском тракте, в XVI веке была православная деревянная церковь, вместо неё в 1734 году выстроили новую, тоже деревянную, которая перестаивалась в 1760 году, но к 1874 году настолько сильно обветшала, что её оставалось только разобрать, что и было сделано.
Село Ополье со времен правления Петра III принадлежало семье графа Шувалова.

АПОЛЬЕ — село, принадлежит наследникам покойного генерал-адъютанта графа Шувалова, число жителей по ревизии: 185 м. п., 220 ж. п. В оном:
а) Церковь деревянная во имя Честного Животворящего Креста.
б) Почтовый двор каменный Казённый.
в) Питейный дом и Корчма. (1838 год)
В 1844 году село Ополье насчитывало 60 дворов.

ОПОЛЬЕ — деревня графа Шувалова, по почтовой дороге, число дворов — 65, число душ — 134 м. п. (1856 год)

ОПОЛЬЕ — деревня, число жителей по X-ой ревизии 1857 года: 132 м. п., 145 ж. п., всего 277 чел.

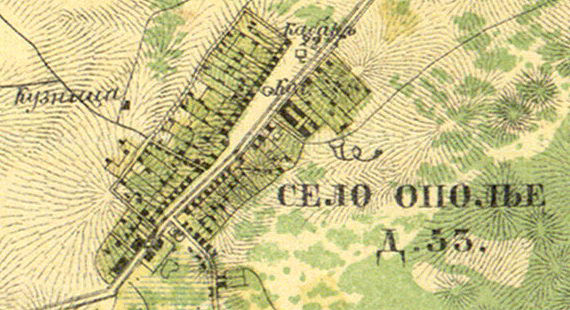
Село Ополье на карте 1860 года

В 1860 году село насчитывало 53 крестьянских двора, почту, кузницу и кабак.

ОПОЛЬЕ — село владельческое при колодце, число дворов — 68, число жителей: 150 м. п., 169 ж. п.;

Церковь православная. Волостное правление. Почтовая станция. Ярмарок две. (1862 год)

Согласно данным 1867 года в селе находилось волостное правление Опольской волости, волостным старшиной был временнообязанный крестьянин деревни Ямсковицы С. Е. Егоров.
К Опольской вотчине были приписаны, село Ополье и деревни: «Алексеевка, Вяльи, Горка, Гурлова, Заполье, Керстова (Село), Кикирицы, Киллия Большая, Киллия Малая, Куты, Литизна, Лялицы, Малая, Новеси, Новосёлки, Раговицы, Серговицы, Тикопись, Фёдоровская, Ямсковицы».
В 1870 году в деревне открылась земская школа. Учителем в ней работала «мадемуазель Кузьмина».
В 1874 году Пётр Павлович Шувалов и его мать Софья Андреевна подали в Синод прошение о строительстве в селе Ополье каменной церкви «по образу церкви в Вороновском погосте Новоладожского уезда» и приложили проект А. П. Мельникова, по которому была возведена в 1867—1874 гг. церковь Рождества Пресвятой Богородицы в с. Вороново. В 1874—1883 каменная Крестовоздвиженская церковь была выстроена епархиальным архитектором И. И. Булановым. Церковь однокупольная, с высокой колокольней, в архитектуре видны черты русско-византийского стиля.

ОПОЛЬЕ — деревня, по земской переписи 1882 года: семей — 51, в них 117 м. п., 142 ж. п., всего 259 чел.

Сборник Центрального статистического комитета описывал село так:

ОПОЛЬЕ — село бывшее владельческое, дворов — 52, жителей — 265; Волостное правление (уездный город в 15 верстах), Две церкви православных, почтовая станция, три лавки, постоялый двор, ярмарка 29 июня и 14 сентября. (1885 год)

По земской переписи 1899 года:

ОПОЛЬЕ — деревня, число хозяйств — 46, число жителей: 91 м. п., 122 ж. п., всего 213 чел.; разряд крестьян: бывшие владельческие; народность: русская

В конце XIX — начале XX века Ополье административно относилось к Ополицкой волости 1-го стана Ямбургского уезда Санкт-Петербургской губернии.
С 1917 по 1923 год село Ополье входило в состав Ополицкого сельсовета Ополицкой волости Кингисеппского уезда и являлось его административным центром.
С 1923 года в составе Ястребинской волости.
Согласно данным переписи населения СССР 1926 года в селе Ополье проживали 267 человек, большинство русские, а также эстонцы и поляки.
С февраля 1927 года в составе Кингисеппской волости. С августа 1927 года, в составе Кингисеппского района.
С 1928 года в составе Гурлевского сельсовета.

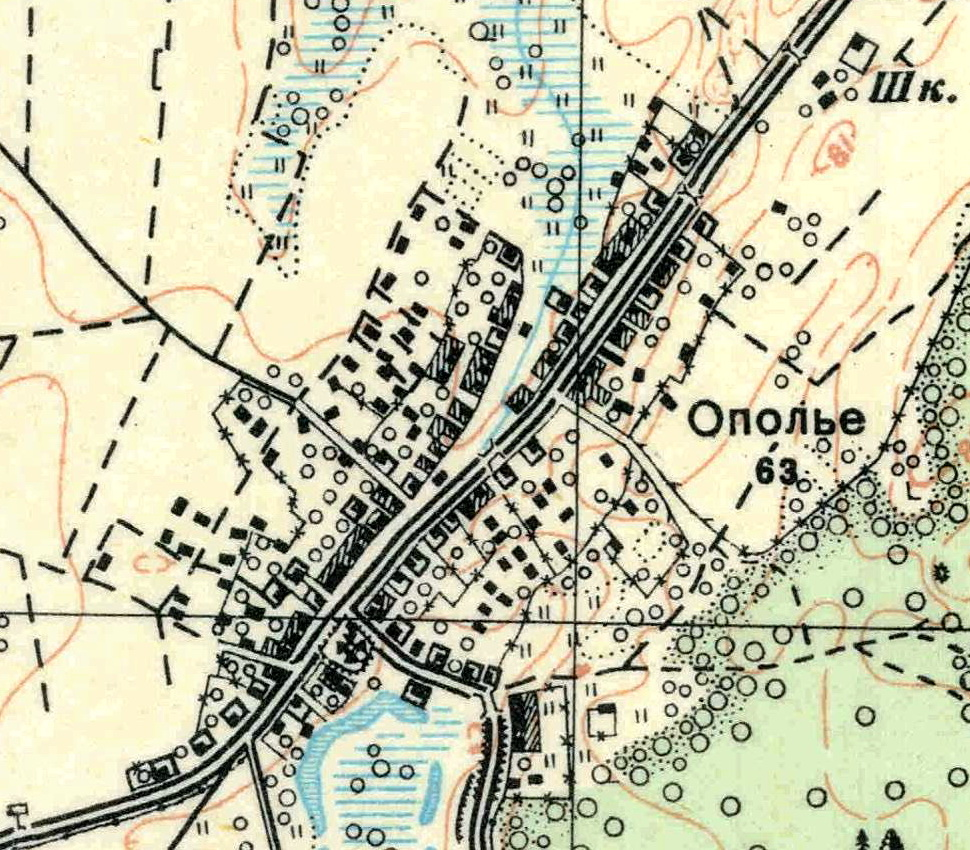
План села Ополье. 1930 год

Согласно топографической карте 1930 года село насчитывало 63 двора. На северной окраине села находилась школа, южной окраине — церковь.
По данным 1933 года село Ополье входило в состав Алексеевского сельсовета Кингисеппского района, с административным центром в деревне Алексеевка.
C 1 августа 1941 года по 31 января 1944 года село находилось в оккупации.
С 1954 года в составе Опольевского сельсовета.
В 1958 году население села Ополье составляло 355 человек.
По данным 1966 и 1973 годов деревня также находилась в составе Опольевского сельсовета и являлась его административным центром, в деревне располагалась центральная усадьба колхоза «Россия».
По данным 1990 года в деревне Ополье проживали 1006 человек. Деревня являлась административным центром Опольевского сельсовета, в который входили 23 населённых пункта: деревни Брюмбель, Валья, Горки, Гурлево, Заполье, Керстово, Кикерицы, Килли, Коммунар, Куты, Литизино, Лялицы, Новись, Новосёлки, Ополье, Раговицы, Саккало, Тикопись, Фёдоровка, Ямсковицы; посёлки Алексеевка, Касколовка; посёлок при станции Тикопись, общей численностью населения 3735 человек.
В 1997 году в деревне проживали 1095 человек, в 2002 году — 1066 человек (русские — 92 %), в 2007 году — 1104.

## География
Деревня расположена в восточной части района на автодороге А180 «Нарва» (E 20) (Санкт-Петербург — Ивангород — граница с Эстонией) в месте примыкания к ней автодороги 41А-002 (Гатчина — Ополье).
Расстояние до районного центра — 16 км.
Расстояние до ближайшей железнодорожной станции Кёрстово — 4 км.

## Демография
| 1862 | 2007  | 2010 | 2017  |
| ---- | ----- | ---- | ----- |
| 319  | ↗1104 | ↘965 | ↗1030 |

### Национальный состав
Согласно данным Всероссийской переписи населения 2021 года в деревне проживали 966 человек, из них:
 русские — 769, армяне — 9, азербайджанцы — 5, таджики — 5, узбеки — 3, украинцы — 3, мордва — 2, татары — 2, белорусы — 1, даргинцы — 1, другие национальности — 8 человек, остальные национальность не указали.

## Инфраструктура
Четырнадцать 3-этажных домов и частный сектор. АО «Ополье».

## Организации
- Администрация Опольевского сельского поселения
- АО «Ополье» (сельскохозяйственное производство)
- Отделение Северо-Западного банка «Сбербанка России»
- Библиотека
- Детский сад
- Дом культуры
- Отделение «Почты России», индекс — 188460
- Фельдшерско-акушерский пункт
- Школа

## Транспорт
Деревня расположена на пересечении автомобильных дорог:
- А180 (E 20) «Нарва» (Санкт-Петербург — Ивангород)
- 41А-002 (Гатчина — Ополье)

Осуществляется автобусное сообщение.
Через Ополье проходят пригородные автобусные маршруты:
- № 66 Кингисепп — Перелесье — Велькота;
- № 67 Кингисепп — Фалилеево — Велькота;
- № 69 Кингисепп — Бегуницы;
- № 69А Кингисепп — Зимитицы;
- № 77/79 Кингисепп — Ополье — Саккало — Керстово.

## Достопримечательности
- Крестовоздвиженская церковь. Престолы: Воздвижения Креста Господня, Николая Чудотворца, Петра и Павла. Год постройки — 1874. Архитектор — И. И. Буланов. Церковь действует и в настоящее время. Закрывалась лишь с 1937-го по 1942 год.
- Здание почтовой станции, построенное в 25 апреля 1808 года по типовому проекту архитектора Луиджи Руска[33].

## Известные уроженцы
- Минна Августовна Клемент (1911—2001) — ректор Эстонской сельскохозяйственной академии (1954—1969)

## Фото

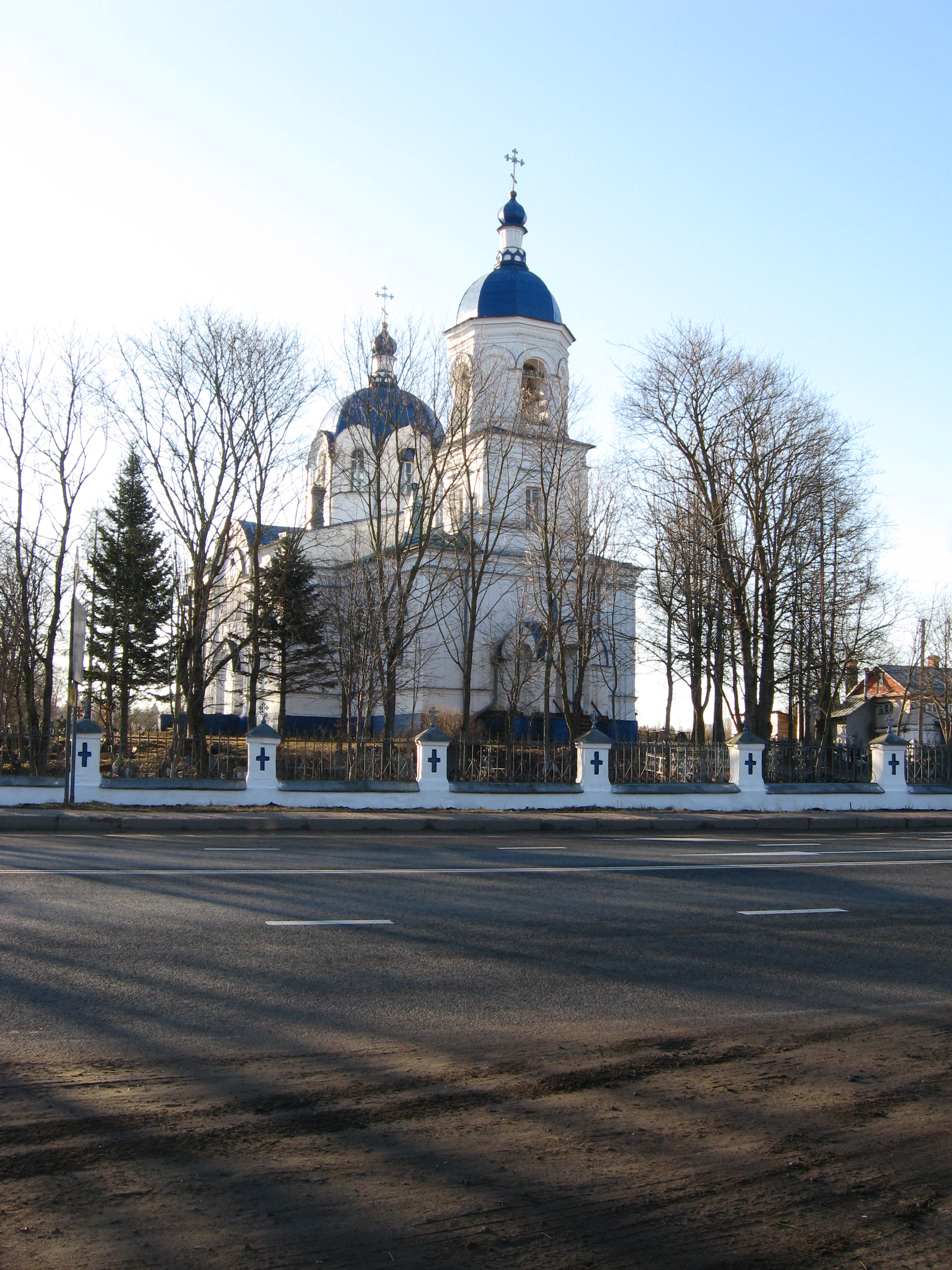
Церковь Воздвижения Креста Господня (апрель 2014 года)
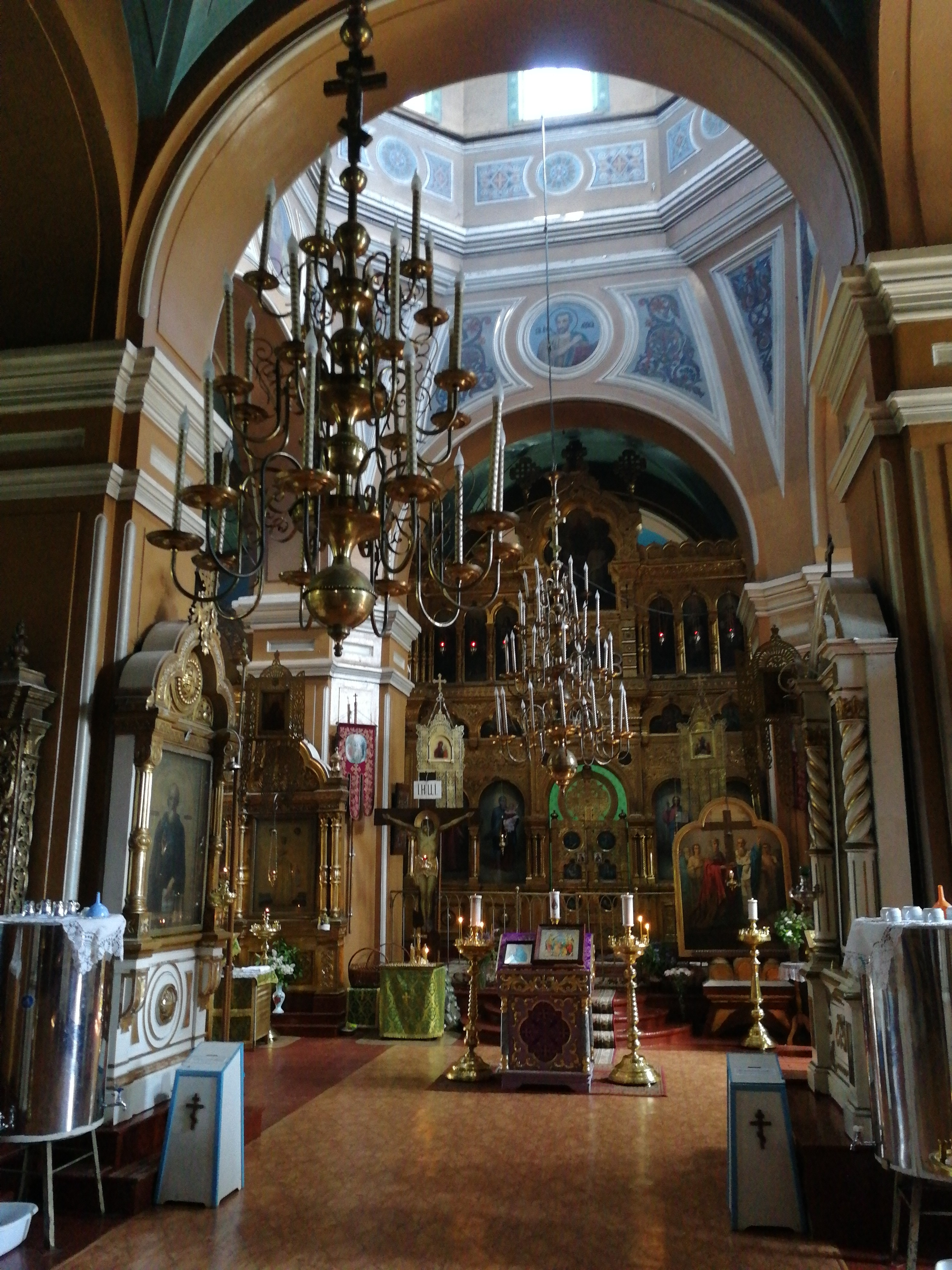
Интерьеры церкви (июнь 2018)
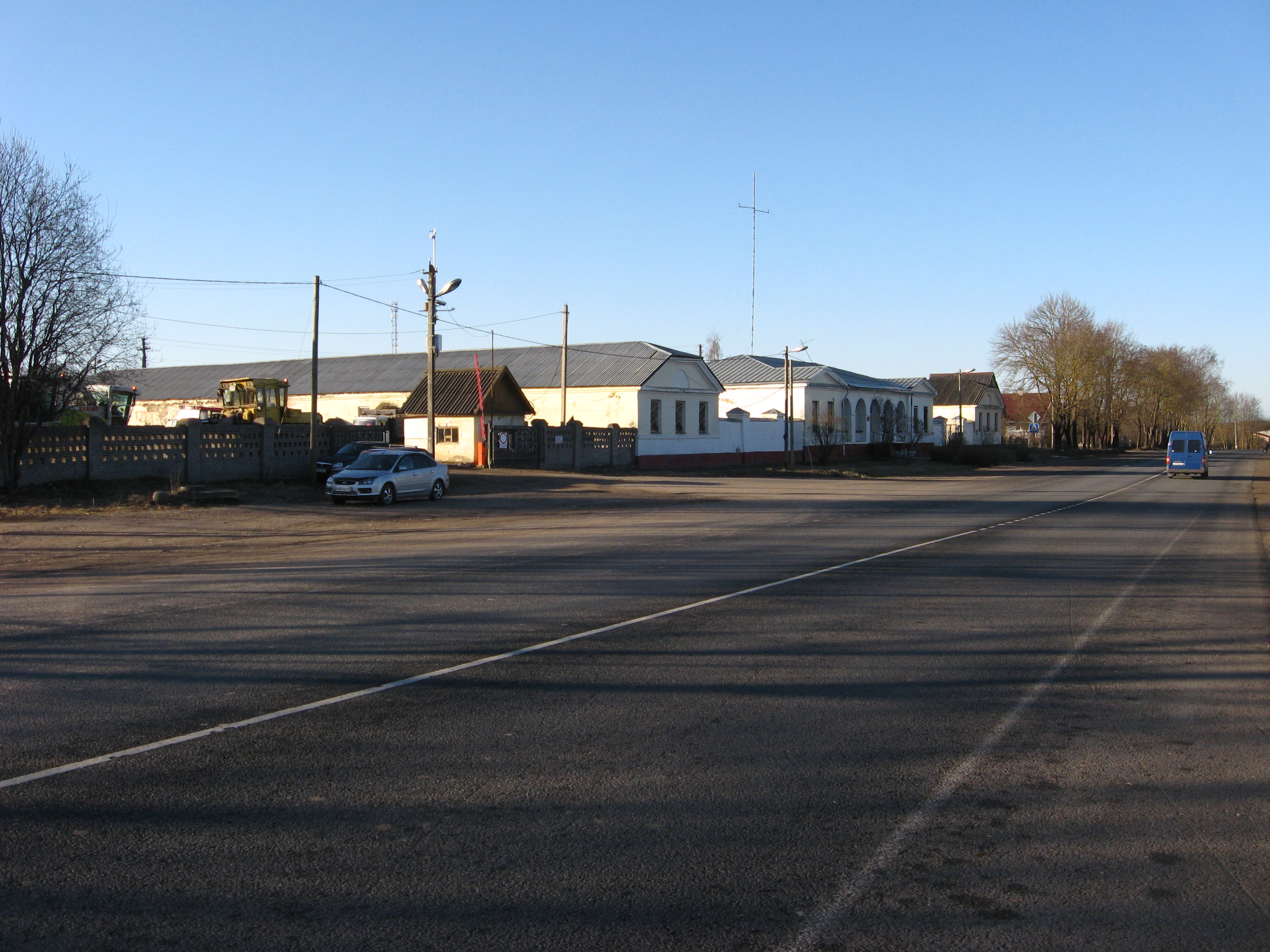
Здание бывшей почтовой станции в деревне Ополье (апрель 2014 года)